# Zimbabwe Saints
Maillots
Les Zimbabwe Saints est un club zimbabwéen de football. Il est basé à Bulawayo.

## Logo et image du Club
Ancien logo du Club. 

## Palmarès
- Championnat du Zimbabwe (2)
  - Vainqueur : 1977, 1988

- Coupe du Zimbabwe (3)
  - Vainqueur : 1977, 1979, 1987

- Trophée de l'Indépendance (2) 
  - Vainqueur : 1989, 1998
  - Finaliste : 1996, 1997